# Жангуразов, Ибрагим Даутович
Ибрагим Даутович Жангуразов (карач.-балк. Жангоразланы Даудну жашы Ибрагим; 19 июля 1937 год, с. Зылги, КБАССР, СССР — 15 января 2020) — советский и казахстанский организатор сельскохозяйственного производства, генеральный директор производственного кооператива «Ижевский», Герой Социалистического Труда (1981). Депутат Верховного Совета Казахской ССР.

## Биография
Родился в 1937 году в селении Зылги, КБАССР. В 1944 году был депортирован вместе с балкарским народом в Казахскую ССР.
После окончания в 1957 году Акмолинского зооветеринарного техникума работал зоотехником (1957—1959), заведующим отделением (1959—1961), главным зоотехником (1961—1967) в птицеводческом совхозе «Ижевский».
В 1967 году назначен генеральным директором Вишнёвского производственного объединения (с 1997 года — ПК «Ижевский»), в которое кроме профилирующего птицесовхоза «Ижевский» вошли племенной завод «Юбилейный» и племенной репродуктор «Октябрьский».
В 1969 году окончил без отрыва от производства Кабардино-Балкарский государственный университет по специальности учёный-зоотехник. Вывел объединение в число передовых сельскохозяйственных хозяйств Казахской ССР. Кроме выращивания бройлеров, совхоз также занимался животноводством и растениеводством. Довёл производство мяса птицы до 12 тысяч тонн в год. Средний показатель зерновых составлял около 20 центнеров с каждого гектара.
Возглавляемый Жангуразовым ПК «Ижевский» стал многоотрослевым хозяйством. Основные направления деятельности- птицеводство, животноводство, коневодство, выращивание зерновых культур. Вся получаемая продукция перерабатывается тут же, в мини-цехах и мини-заводах, а затем реализуется через собственную торговую сеть и заказчиков—оптовиков.

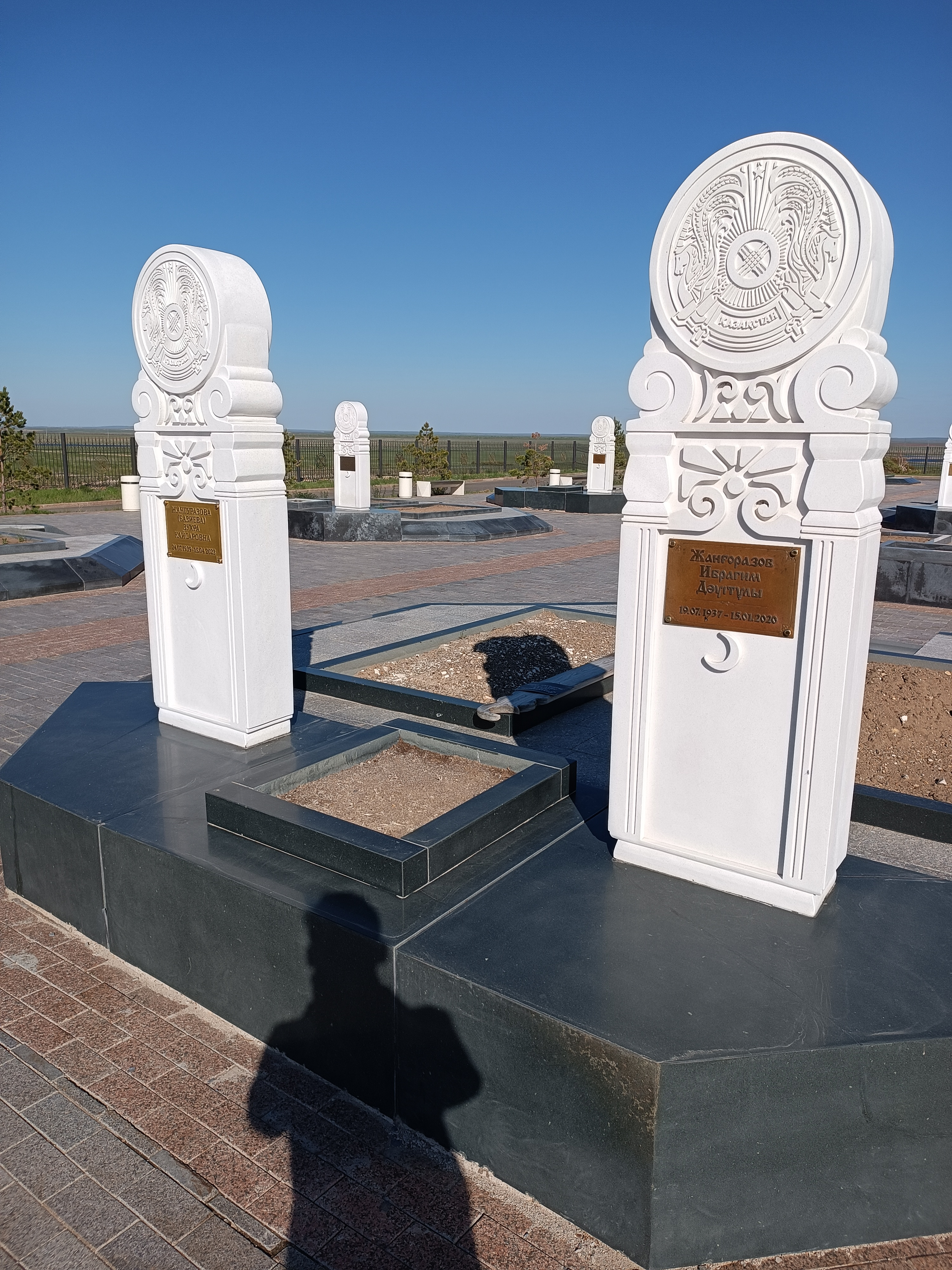

Похоронен в Национальном Пантеоне Казахстана.

## Общественная деятельность
На протяжении многих лет И. Жангуразов вёл активную общественную деятельность: избирался делегатом ХХVI съезда КПСС и нескольких съездов компартии Казахстана, депутатом Верховного Совета Казахской ССР двенадцатого созыва, членом политсовета НДП «Нур—Отан», членом первого Президентского Совета РК, дважды был доверенным лицом Президента РК Н. А. Назарбаева, в том числе на выборах в 1999 году, являлся членом Ассамблеи народа Казахстана, Национального собрания при Президенте РК, вице-президентом Агропромсоюза Казахстана, входил в состав экспертного совета Министерства сельского хозяйства РК, депутатом Акмолинского областного маслихата.
Большое внимание уделял социальной сфере: был открыт и подарен государству детский сад в Аршалынском районе, десятки рабочих предприятия получили ключи от квартир, поддержку получают пенсионеры и ветераны.
Избирался делегатом XXVI съезда КПСС, депутатом Верховного Совета Казахской ССР.

## Научная деятельность
Кандидат сельхохозяйственных наук, автор трех книг «Ижевский шагнул в завтра», «Бройлерный цех Приишимья», «Семитысячные надои в Приишимье».
Профессор Аграрного университета им. С. Сейфуллина,
Дважды почетный гражданин: Акмолинской области и Аршалынского района, почетный президент Союза птицеводов Республики Казахстан.

## Семья
Двое сыновей (Тимур, Борисбий), дочь (Лиза) и восемь внуков.

## Награды
СССР
- Герой Социалистического Труда — указом Президиума Верховного Совета СССР от 22 февраля 1981 года «за выдающиеся успехи, достигнутые в выполнении планов и социалистических обязательств по продаже государству в 1980 году миллиарда пудов зерна и перевыполнении планов десятой пятилетки по производству и закупкам хлеба и других сельскохозяйственных продуктов»[5].
- Орден Ленина — дважды (1973, 1981)
- Орден Октябрьской Революции (1977)
- Орден Трудового Красного Знамени (1991)
- Орден «Знак Почёта» — дважды (1966, 1971)
- Медаль «За освоение целинных земель»

Казахстан
- Орден Достык (1996)[6]
- Орден Парасат (2005)
- Орден Отан (2011)[7]
- Медаль «10 лет независимости Республики Казахстан» (2001)
- Медаль «50 лет Целине»